# Bělá nad Radbuzou (stacja kolejowa)
Bělá nad Radbuzou – stacja kolejowa w Bělá nad Radbuzou, w kraju pilzneńskim, w Czechach. Położona jest na wysokości 445 m n.p.m.
Na stacji istnieje możliwość zakupu biletów na wszystkiego rodzaju pociągi oraz rezerwacji miejsc. 

## Linie kolejowe
- 184 Domažlice - Planá u Mariánských Lázní